# Större sotpetrell
Större sotpetrell (Procellaria westlandica) är en starkt utrotningshotad fågel i familjen liror inom ordningen stormfåglar.

## Utseende och läten
Större sotpetrell är en stor (50 cm) och svart petrell. Handpennornas undersida kan uppfattas som silvergrå. Näbben är gulaktig, hos ungfågeln vitare. Ben och fötter är svarta. Lätena som hörs i häckningskolonierna beskrivs som staccato, väsande och klagande.

## Utbredning och status
Arten häckar endast i ett litet område nära Punakaiki på Sydön i Nya Zeeland och sprider sig efter häckning till Australien i väster och västra Sydamerika i öster. IUCN kategoriserar arten som starkt hotad. Världspopulationen uppskattas till endast mellan 7900 och 13700 vuxna individer.